# Henricus van Bijstervelt
Henricus van Bijstervelt was een soldaat in dienst van de VOC, en gestationeerd in Colombo (Ceylon). Hij maakte in 1671 als gezant van gouverneur Rijcklof van Goens een reis naar het koninkrijk Kandy in het binnenland, om de koning, Raja Singha II, brieven te overhandigen en door hem vastgehouden krijgsgevangenen en eerdere gezanten vrij te krijgen. Dat laatste lukte hem niet, maar terugkeren uit Kandy, na een gedwongen verblijf van 8 maanden, was op zichzelf al een succes. Over zijn belevenissen schreef hij een rapport dat de VOC belangrijke inzichten verschafte over het hof van Kandy en dat bewaard is gebleven in de archieven.

## Historische achtergrond
Ceylon was erg belangrijk voor de VOC omdat het de enige plek ter wereld was waar hoge kwaliteit kaneel groeide, waarmee grote winsten in Europa werden gemaakt. De VOC was daarom in 1638 ingegaan op het verzoek van Raja Singha om een bondgenootschap te sluiten dat tot doel had de Portugezen van het eiland te verdrijven. Nadat dit met de veroveringen van de forten van Colombo in 1656 en Jaffna in 1658 gelukt was, was het bondgenootschap op losse schroeven komen te staan. De VOC vond dat Kandy niet voldoende had bijgedragen aan de strijd en hield de op de Portugezen veroverde forten aan de kust als onderpand in bezit totdat de koning zijn deel van de oorlogskosten had betaald. In de periode daarna wilden gouverneur-generaal Maetsuycker en de Raad van Indië in Batavia dat Raja Singha te vriend werd gehouden, maar Van Goens, gesteund door de Heren XVII, stond een agressiever beleid voor en wilde het liefst ook de kaneelgebieden in het binnenland op Kandy veroveren. De VOC bezat naast de forten aan de kust ook enkele kleine fortjes in het binnenland, ten oosten van Colombo langs de Kelani rivier. Het dichtst bij Kandy gelegen fortje, Arandora, werd in 1670 door een Kandiaans leger onder generaal Tennekoon aangevallen. Het VOC garnizoen, bestaande uit zo'n 50 Hollandse en 100 inlandse soldaten uit Matara onder vaandrig Hans Steenbeek werd een vrije aftocht beloofd maar werd onderweg overvallen en krijgsgevangen gemaakt. Van Goens zag dit als verraad, maar gaf er om diplomatieke redenen de voorkeur aan om er vanuit te gaan dat dit door een anti-VOC factie aan het hof was georganiseerd, zonder toestemming van de koning.
Hoewel de VOC besloten had geen ambassadeurs meer naar Kandy te sturen omdat zij vaak heel lang werden opgehouden en, als het lukte in Kandy te geraken, meestal niet meer mochten terug keren, bood de jonge soldaat Van Bijstervelt zich herhaaldelijk aan bij Van Goens om toch naar Kandy te gaan. Uiteindelijk kreeg hij toestemming. Behalve brieven voor de koning kreeg hij geld mee om in Kandy vastgehouden Nederlanders te ondersteunen. Op 21 februari 1671 vertrok hij uit Colombo, de loop van de Kelani rivier volgend, vergezeld door twee afgezanten uit Kandy.

## Van Bijstervelts rapport

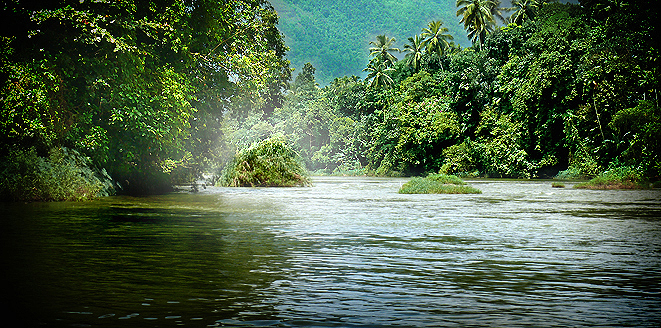
De Kelani rivier

Op de derde dag aangekomen bij het na de val van Arandore door de VOC verlaten fortje Sitawacke wordt hij verwelkomd door Singalese officieren, soldaten, trompetters, trommelaars en enkele olifanten, die hem verder begeleiden op de weg naar Kandy. Ongeveer zes uur stroomopwaarts van het fortje Ruanelle ziet hij uit de verte een tiental krijgsgevangenen, 'seer naackt en armoedigh'. Na een voorspoedige reis arriveert hij op de 17e dag in Kandy, waar hij al na vier dagen zijn brieven mag presenteren aan de koning. Hij moet die in gouden schotels op zijn hoofd dragen. Raja Singha is erg ingenomen met Van Bijstervelts eerlijke en spontane manier van communiceren, zodat hij nog een aantal keren op audiëntie mag. De koning, door Van Bijstervelt keizer genoemd, blijkt de VOC goed gezind te zijn, en noemt hen zijn 'trouwe Hollanders'. Hij zegt dat hij gouverneur Van Goens evenveel waardeert als destijds Gerard Hulft, de bevelhebber van de VOC-troepen die Colombo veroverden. Hij vertelt ook geen kinderen te hebben en na zijn dood zijn rijk het liefst door de VOC bestuurd te zien worden. Ook belooft de koning dat Van Bijstervelt spoedig weer mag vertrekken om in Colombo rapport uit te brengen van wat hij gezegd heeft, en ook de gevangenen en ambassadeurs mee mag nemen. Hij geeft Van Bijstervelt geschenken, waaronder een houwer. Hij trekt die uit de schede maar dat leidt tot grote consternatie onder de 'hoffsgrooten'. Ze roepen dat dat niet toegestaan is in het bijzijn van de koning.

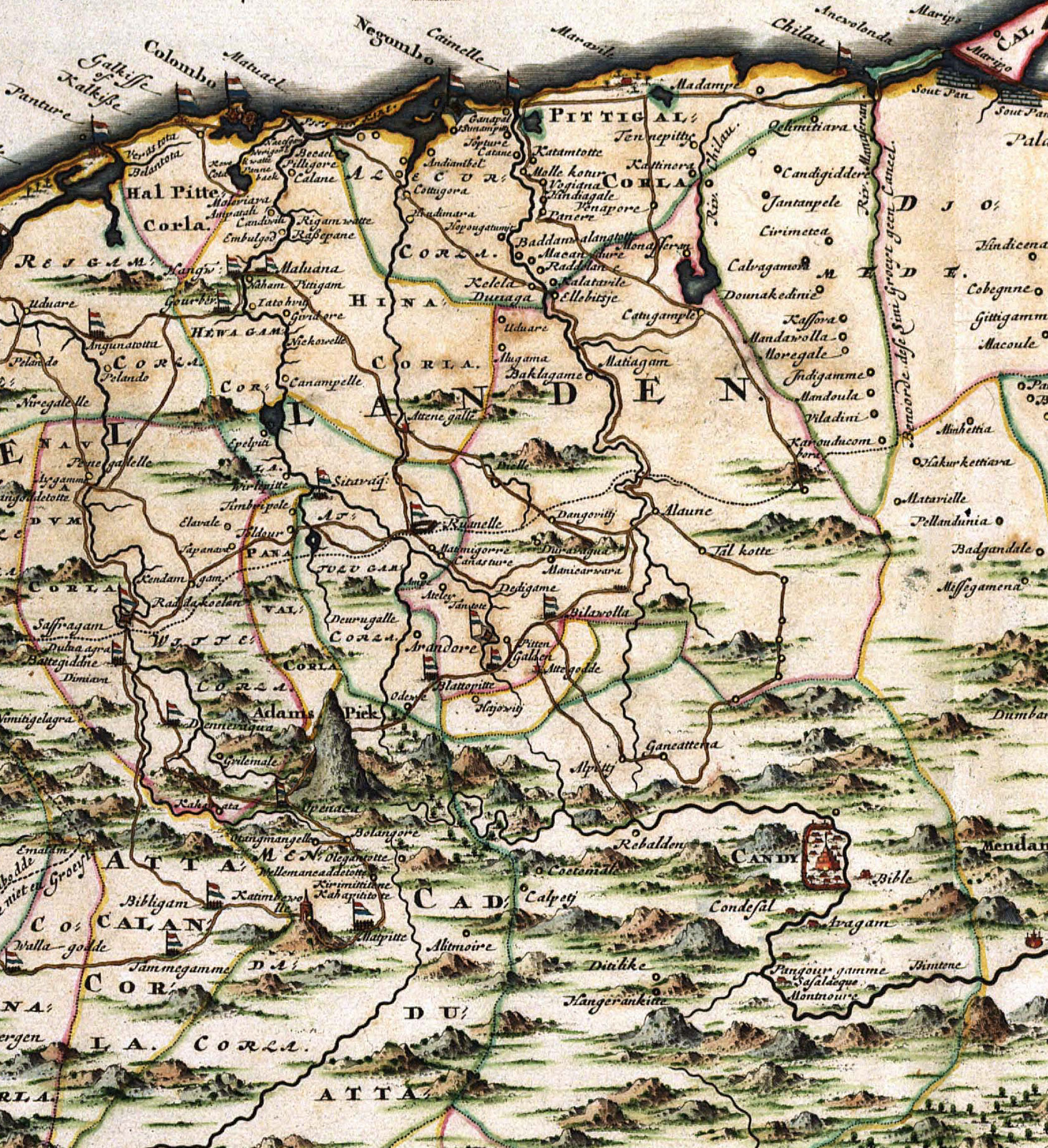
Van Colombo naar Kandy.

De 'hoffsgrooten', voor een groot deel geen Singalezen maar van diverse afkomst, zijn de VOC slecht gezind en proberen Van Bijstervelts missie te torpederen. Ze voorzien Van Bijstervelt van drank en vrouwen, in de hoop dat hij zich zal misdragen en de koning boos zal maken. Van Bijstervelt trapt er niet in. De flessen giet hij leeg en vult ze met water, waarna hij dronkenschap veinst, waar de hofsgroten op hun beurt niet intrappen. Later volgt een ‘geschenk’ van het stinkende karkas van een eland. Zijn vertrek wordt iedere keer uitgesteld. 'Edogh', schrijft Van Bijstervelt, 'hebbe altijt een vroylijck ende vrindelijck gelaet getoont'.
Drie maanden na het geschenk van de stinkende eland mag hij weer voor de koning verschijnen, dit maal in een bunkerachtige ruimte vol met wapens, waar de koning zich met zijn lijfwachten kan verschansen in het geval van een opstand of een couppoging. Hier spreekt hij zijn onvrede uit over het sluiten van de havens bij Trincomalee en Puttalam. Van Bijstervelt zegt dat dat gebeurd is om de verraders die Arandore veroverd hebben te straffen en om de koning te beschermen tegen invasies. De koning vraagt hem alles wat hij zegt op te schrijven en de brief aan gouverneur Van Goens te overhandigen bij zijn terugkomst in Colombo. Hij benoemt hem daartoe tot Mohottiar, een secretaris van de koning, en schenkt hem het bijbehorende zilveren inktkokertje en andere toebehoren. Van Bijstervelt accepteert de benoeming, maar zegt daarbij dat hij dat ter ere van de koning doet maar ten dienste van de edele Compagnie.
Van Bijstervelt ontmoet in Kandy verscheidene tolken en andere VOC medewerkers die daar worden vastgehouden, waaronder Anthony d'Orte, een Singalees-Portugese gezant van de VOC die al in de jaren '60 meerdere missies naar Kandy ondernam. Hij vertelt Van Bijstervelt onder andere dat Hendrik Draack, die in 1663 naar Kandy was gezonden en geliefd was bij Raja Singha, het jaar daarvoor was overleden, waarbij volgens Raja Singha vergif in het spel was. Leden van zijn hof verantwoordelijk voor de voedselvoorziening waren toen ter dood gebracht. Ook vertelt hij dat Francois van den Bergh, in 1658 door gouverneur Van der Meijden als ambassadeur naar Kandy gezonden en, na verliefd te zijn geworden op een Kandiaanse, in dienst bij Raja Singha getreden en tot militair bevelhebber benoemd, pas onthoofd was omdat hij zonder toestemming van de koning brieven had gestuurd naar de VOC forten in Jaffna, Trincomalee en Batticaloa. Ook ontmoet Van Bijstervelt Frans Has, die al in 1651 onder gouverneur Van Kittensteyn als gezant naar Kandy ging met geschenken, maar later Raja Singha's toorn opwekte en werd vastgehouden. Allen die tegen hun wil in Kandy verblijven, inclusief een aantal Engelsen, krijgen van Van Bijstervelt geld van de Compagnie.

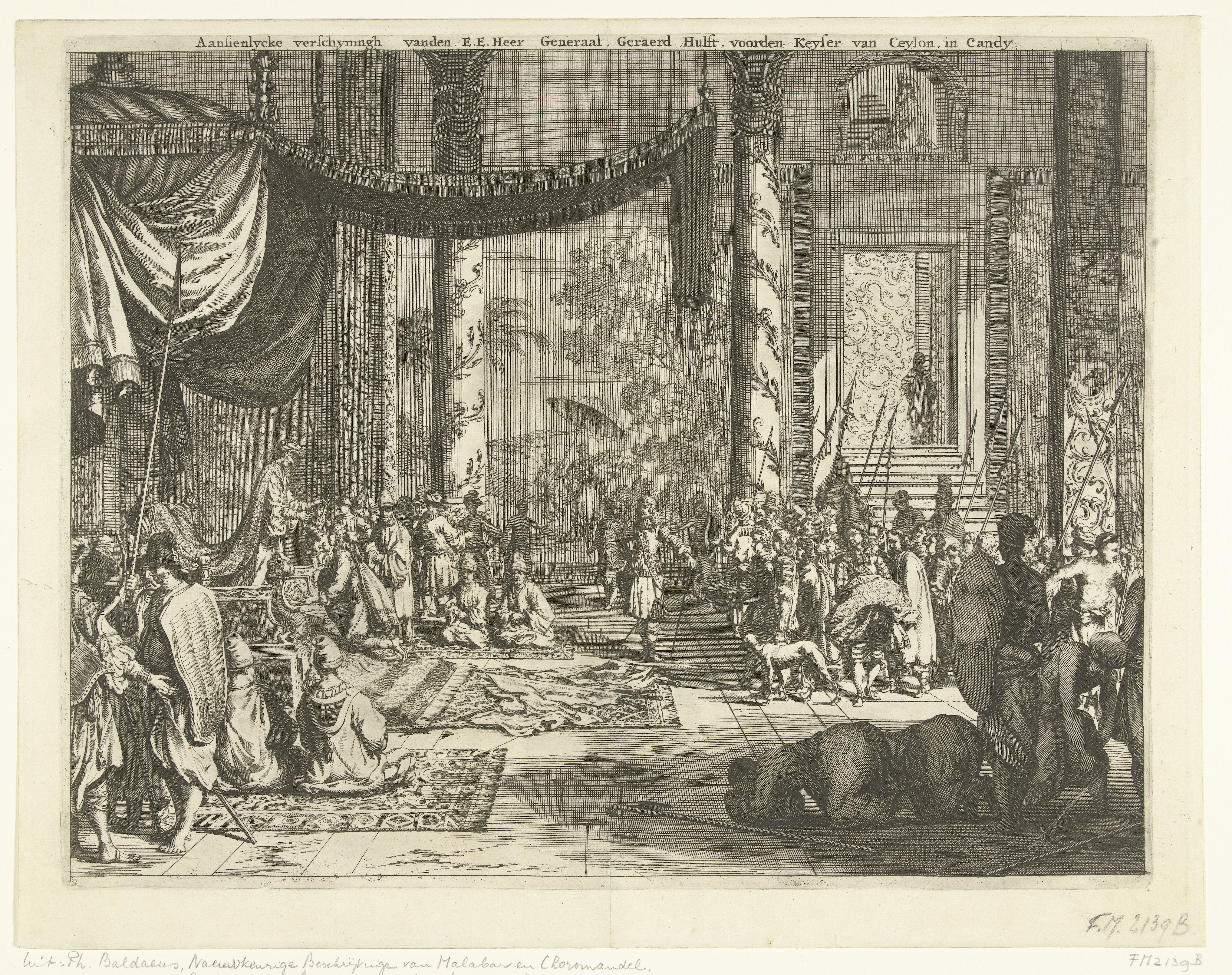
Het hof van Kandy in 1656 bij het bezoek van Gerard Hulft aan Raja Singha

Op een audiëntie ongeveer een maand later spreekt Raja Singha weer zijn liefde uit voor zijn trouwe Hollanders maar roepen de aanwezige hofsgroten om oorlog. De koning gaat daar niet in mee omdat hij ze naar zijn zeggen zelf heeft uitgenodigd om te strijden tegen de Portugezen en om zijn rijk te beschermen, en hij daar zeer tevreden mee is. Van Bijstervelt zegt dat wie oorlog wil het kan krijgen, maar dat de edele Compagnie altijd de koning zal blijven beschermen tegen verraders. De koning vraagt hem brieven te schrijven aan de commandeurs van de forten van Jaffna, Trincomalee en Batticaloa en ze op te roepen die forten te verlaten aangezien er vrede is. Van Bijstervelt zegt dat hij daarvoor niet is gekomen. Hij is gekomen om brieven van gouverneur Van Goens te overhandigen en brieven van de koning mee terug te nemen, en ook de krijgsgevangenen en vastgehouden ambassadeurs. Als de koning zo van zijn trouwe Hollanders houdt kan hij dat op die manier laten blijken. Uiteindelijk zegt hij dat als hij niet weg mag hij nog liever ter dood wordt gebracht dan nog langer als gevangene en misdadiger te worden vastgehouden. Hij roept tegen de hofsgroten dat hij ze allemaal aan kan, man tegen man. Een van hen is een Deen, genaamd Dionijs, die daar al 21 jaar is en de Hollanders onbetrouwbaar noemt. Zij spreken volgens hem achter de rug van de koning 'smaat ende schande' over hem. Van Bijstervelt wil dit 'beest der beesten' te lijf gaan maar ziet daar vanwege zijn 'grijse hairen' vanaf. Ten slotte geeft de koning hem nogmaals toestemming om te vertrekken, maar zonder de gevangenen en de ambassadeurs.
Na nog enkele audiënties en vertrekpogingen die steeds op het laatste moment niet doorgaan wordt Van Bijstervelt begin oktober weer naar de koning geroepen om afscheid te nemen. Om te voorkomen dat hij te horen krijgt dat zijn vertrek weer wordt uitgesteld neemt hij op enige afstand luidkeels en uitgebreid in het openbaar afscheid, 'met groote stemme onder den blauwen hemel', ten overstaan van een menigte mensen. Anthony d'Orte is zeer bedroefd dat hij moet achterblijven. Van Bijstervelt geeft hem nog geld, en ook aan enkele andere Hollanders, Engelsen en Fransen die hij niet kent, en verlaat dan Kandy. Zijn bluf werkt, want hij wordt begeleid door enige hoogwaardigheidsbekleders die de koning hem nazendt.
Onderweg krijgt hij de indruk dat de bevolking ontevreden is met Raja Singha's bestuur en dat zij liever zouden zien dat de Compagnie dat overnam. Hij merkt ook dat mensen klagen over de schaarste van textiel en zout uit India omdat de havens zijn geblokkeerd. Bij Ruanelle ziet hij weer enkele gevangenen, 'naackt en bloot, bij na gelijck sijnde wilde menschen'. Bij Sitawacke ontmoet hij generaal Tennekoon, die hem aanbiedt hier te rusten en te overnachten, wat Van Bijstervelt met enige aarzeling doet. Op 28 oktober komt hij weer aan in Colombo, waar hij twee weken later zijn rapport schrijft. Hij schrijft daarin onder andere dat hij uit de grote meningsverschillen tussen Raja Singha en de hofsgroten meent op te kunnen maken dat Raja Singha Kandy misschien wel zou willen ontvluchten en zijn toevlucht zoeken bij zijn getrouwe Hollanders, om daarna met hun steun weer op de troon te komen.
Hij eindigt het rapport met zich te verontschuldigen voor zijn 'cleen verstand ende jonge jaren' en geeft een advies: 'Eyndelijck tot sodanige een reys en ambassade can d' e. Comp. geen persoon te stout ofte te assurant in 't spreecken emplojeren; hoe stouter en assuranter hoe beter het voor d' e. Comp. ende den Keyser is, want een vrijmoedigh en assurant persoon can het herte van den Keyser winnen, ende dat door cloeckmoedigheyt ende opregt rapporteren.'

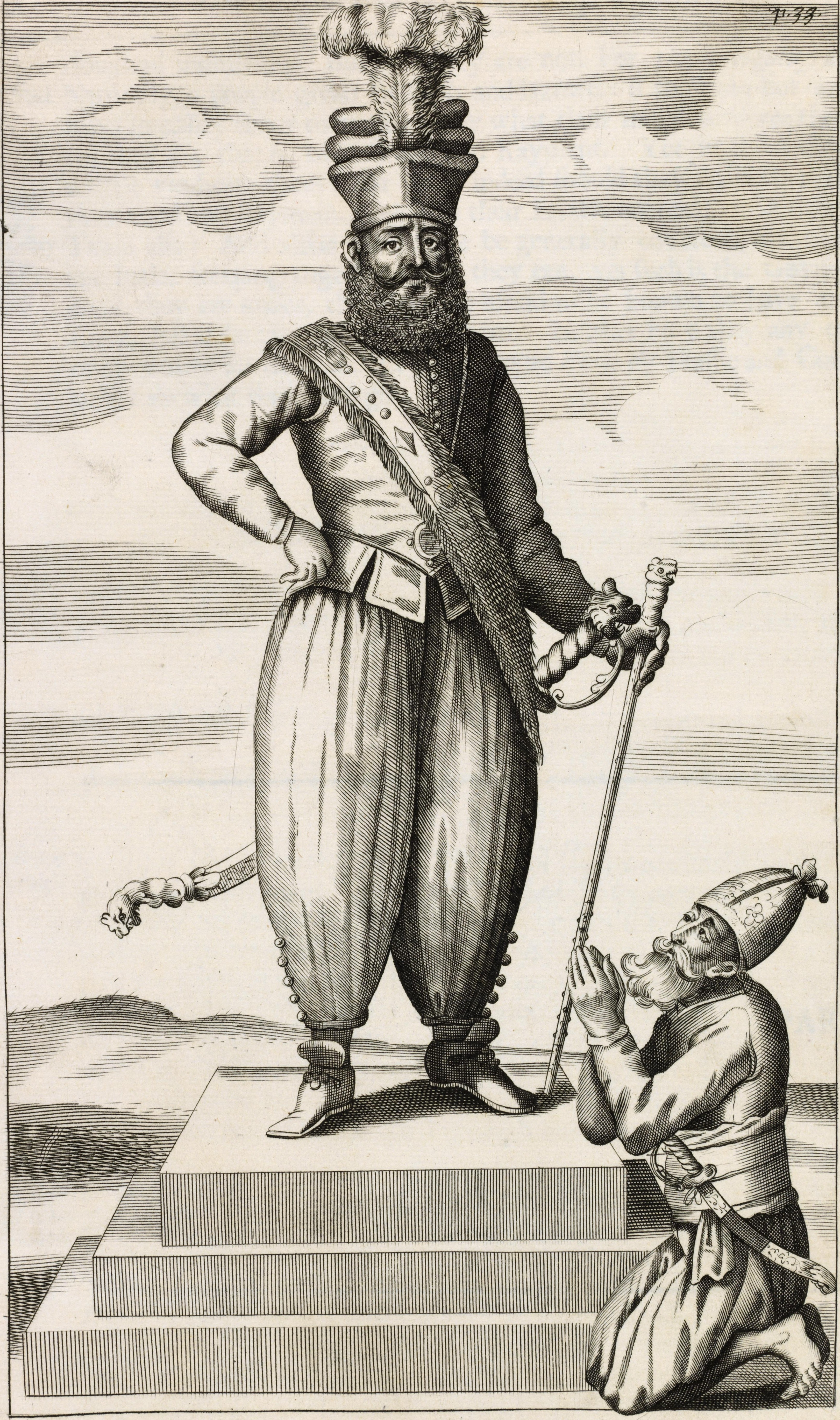
Raja Singha II. Illustratie in het boek van Robert Knox uit 1693: An Historical Relation of the Island Ceylon.

## Krijgsgevangenen
De krijgsgevangen VOC soldaten werden niet vrijgelaten. In 1675 volgde bovendien een nieuw Kandiaans offensief door generaal Tennekoon, waarbij nog meer vooruitgeschoven versterkingen van de VOC veroverd werden, waaronder Bibiligama, waar tegen de honderd VOC soldaten onder de luitenants Blicklant en Molière krijgsgevangen werden gemaakt.
In 1679 ontsnapte Robert Knox uit Kandy. Deze maakte deel uit van de bemanning van het Engelse schip de Anne die ruim 20 jaar daarvoor in de baai van Kottiyar door de Kandianen gevangen was genomen en naar Kandy gevoerd. In zijn 'An Historical Relation of the island Ceylon' uit 1693 beschrijft hij onder andere de VOC ambassadeurs die hij in Kandy had gezien. Hoewel hij zijn naam niet noemt is een van hen duidelijk Van Bijstervelt. Knox schrijft dat hij de traditie startte om de schotels met brieven aan de koning op zijn hoofd te dragen en dat hij zeer geliefd was bij Raja Singha, die hem veel eer betoonde en Singalese kleren schonk. Iets dat hij nooit tevoren en daarna ook nooit meer gezien had. Verder schrijft hij dat omdat Van Bijstervelts vertrek steeds maar werd uitgesteld hij aankondigde op een bepaalde dag, met of zonder toestemming, gewoon te vertrekken en desnoods te sterven als een man. Hij ging op die dag naar de poort van het paleis, deed net of de koning voor hem stond, nam uitgebreid afscheid en vertrok. Hij gaf daarbij zeer genereus geld aan enkele Engelsen die daar stonden. Omdat Raja Singha geen geweld tegen hem wilde gebruiken liet hij hem vertrekken en vergezellen door leden van de hofhouding.
Ook Charles Beard and Ralph Knight (Charnel Bayard/Carel Beyert uit Londen en Reuf Nijt/Reuff Neyt uit Poortlant in de VOC documenten), van dezelfde bemanning als Knox, die in 1681 samen met de Nederlander Dirck Balck ontsnapten, hadden Van Bijstervelt meerdere malen gezien aan het hof, en spraken van zijn excentrieke en theatrale gedrag. Volgens hen was hij in staat geweest te vertrekken omdat Raja Singha een bijgelovig respect had voor waanzinnigen. Beard vertelt ook dat Hans Steenbeek, de commandant van Arandore, door Raja Singha werd aangeboden hoofd van de koninklijke stallen te worden maar dat had geweigerd. Twee andere Engelsen die in 1683 ontsnapten, William Day en Thomas Kirby van het schip de Persia Merchant dat in 1658 schipbreuk leed bij Kalpitiya, meldden dat Steenbeek en 7 anderen nog in leven waren in semi-gevangenschap, terwijl de nog levende soldaten van het garnizoen van Bibilegama in slechte omstandigheden opgesloten zaten. Molière weigerde om onder andere omstandigheden dan zijn soldaten gevangen te zitten. Alleen Cornelis Blicklant genoot privileges, kreeg geschenken en mocht aan het hof verblijven omdat Raja Singha hem in dienst wilde nemen. Hij weigerde dat echter.
De meeste nog levende Nederlandse krijgsgevangenen werden pas in 1687 door Raja Singha vrijgelaten, vlak voor hij stierf. Onder zijn opvolger, Wimala Dharma Suriya II, volgden er nog meer. Van Goens en zijn zoon Van Goens de Jonge waren inmiddels vertrokken en de nieuwe gouverneur, Laurens Pijl, deed met steun van de Raad van Indië in Batavia zijn best de relatie met Kandy te verbeteren. In 1707 schrijft gouverneur Simons dat er naast de Franse ambassadeur de Lanerolle en zijn mensen van de 'Escadre de Perse' uit 1672, alleen nog enkele deserteurs in Kandy zijn.

## Politieke gevolgen

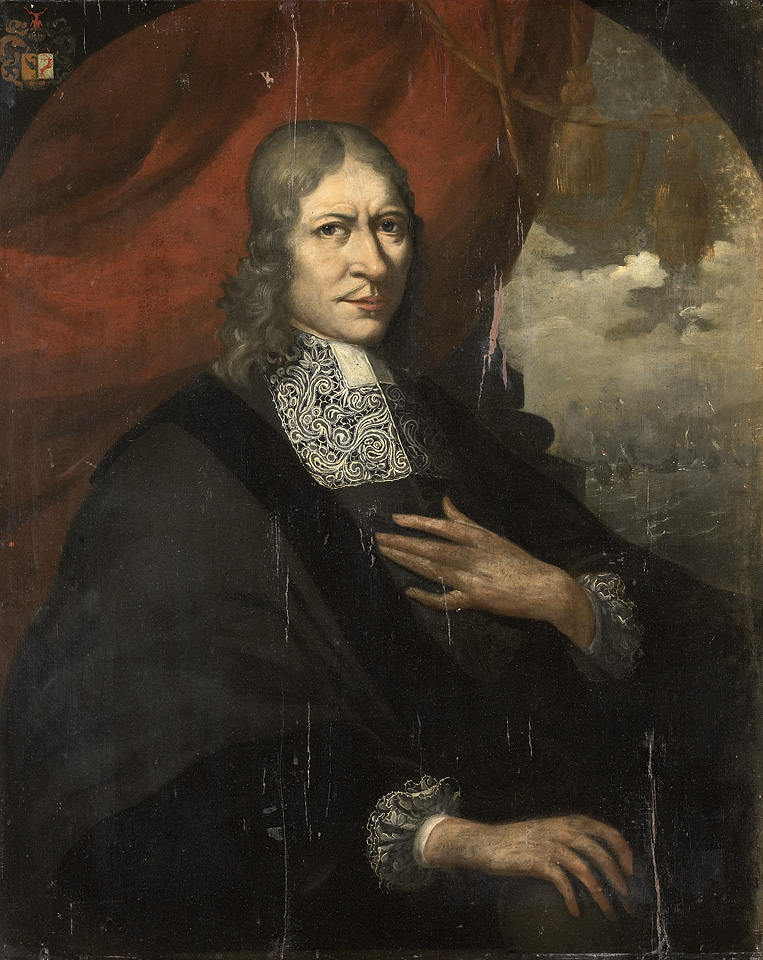
Rijcklof van Goens

Wat betreft Van Bijstervelt rapporteerde de Raad van Indië in december 1671 aan de Heren XVII 'dat desen keerl op de Singalese maniere heel mooy gecleet, met 2 gouden kettenen, 1 silver houwer op de lincker en met een mes ('t hecht van gout) op de reghter zijde verciert was. Sijnde door 40 bovenlandsche lascarijns tot Gourbevele geconvoyeert'. De Raad maakte uit zijn verslag op dat Raja Singha de Compagnie goed gezind was en onder diens bescherming in een duurzame vrede wilde leven 'maer genochsaem craghteloos door de boosheyd sijner hovelingen' was. Men vond dat een vrijlating van de gevangenen een aanleiding zou kunnen zijn voor 'een goede, vredighe harmonie en vrede tussen de Coningse en de Compagnie'.
Gouverneur Van Goens gebruikte Van Bijstervelts verslag om te betogen dat Raja Singha's regime zwak was vanwege de onvrede bij de bevolking. Het verslag versterkte hem ook in zijn geloof dat Raja Singha geen nakomelingen had en zijn rijk na zijn dood aan de VOC wilde doorgeven. Ook bleek er volgens hem uit dat Raja Singha niet zelf achter de aanval op Arandore zat maar dat dit zonder zijn toestemming was uitgevoerd door de hofsgroten die de VOC slecht gezind waren.
Volgens Batavia zou, als dat zo was, Raja Singha de krijgsgevangenen wel laten gaan. Dat hij dat niet deed impliceerde dat hij wel degelijk opdracht had gegeven. (Robert Knox bevestigt dat in zijn boek.) Ook vond Batavia in Van Bijstervelts verslag te weinig aanwijzingen dat Raja Singha's regime zwak stond. Ook bleek eruit dat de koning niet akkoord was met de bezetting door de VOC van de oostkust en de fortjes in het binnenland, wat Van Goens had beweerd. Bij Van Bijstervelts inschatting dat Raja Singha bescherming zou willen zoeken bij de Compagnie kon men zich niet veel voorstellen.
Batavia wilde oorlog met Raja Singha vermijden in het belang van de handel. Van Goens vond dat het op de lange termijn juist in het belang van de handel was als de VOC over een groter deel van het eiland controle had, en dat dat een realistische ambitie was. Uiteindelijk zou na het vertrek van vader en zoon Van Goens en de dood van Raja Singha de lijn van Batavia gevolgd worden.